# Veštačka sinteza gena
Veštačka sinteza gena je proces sinteze gena in vitro bez korišćenja DNK uzorka kao inicijalnog templeta. Jedan od glavnih metoda je oligonukleotidna sinteza (koja se koristi i za druge svrhe) iz digitalnih genetičkih sekvenci i naknadno spajanje proizvedenih fragmenata. U kontrastu s tim prirodna replikacija DNK zahteva postojanje DNK templeta za sintezu nove DNK.

## Istorija
Sinteza prvog kompletnog gena, kvaščeve tRNK, je ostvarena 1972. Sinteza prvih gena koji kodiraju peptide i proteine je sledila par godina kasnije.

## Značaj
Usluge komercijalne sinteze gena pruža znatan broj kompanija širom sveta. Današnji pristupi sintezi gena su većinom bazirani na kombinaciji tehnika organske hemije i molekularne biologije. Celokupni geni se mogu sintetisati "de novo", bez korišćenja prekursorskih DNK templeta. Sinteza gena je postala važno oruđe u mnogim poljima rekombinantne DNK tehnologije uključujući hetorolgnu ekspresiju gene, razvoj vakcina, gensku terapiju i molekularni inženjering. Sinteza sekvenci nukleinskih kiselina je ekonomičnija od procedura klasičnog kloniranja i mutageneze.

## Literatura
- Carr PA, Park JS, Lee YJ, Yu T, Zhang S, Jacobson JM (2004). „Protein-mediated error correction for de novo DNA synthesis”. Nucleic Acids Res. 32 (20): e162. PMC 534640 . PMID 15561997. doi:10.1093/nar/gnh160.
- Fuhrmann M, Oertel W, Berthold P, Hegemann P (2005). „Removal of mismatched bases from synthetic genes by enzymatic mismatch cleavage”. Nucleic Acids Res. 33 (6): e58. PMC 1072809 . PMID 15800209. doi:10.1093/nar/gni058.
- Tian J, Ma K, Saaem I (2009). „Advancing high-throughput gene synthesis technology”. Mol Biosyst. 5 (7): 714—22. PMID 19562110. doi:10.1039/b822268c. [Instant insight: Rewriting the genetic code Генерални сажетак] Проверите вредност параметра |laysummary= (помоћ).

## Spoljašnje veze
- Архивирано на веб-сајту  (17. мај 2014)